# Chan Siu Ki
Chan Siu Ki (Famling, Hong Kong, 14 de julio de 1985) es un futbolista hongkonés. Juega como delantero y su actual equipo es el Eastern District de la Liga Premier de Hong Kong. Es el máximo goleador histórico de la Selección nacional de fútbol de Hong Kong con 40 goles.

## Clubes

### Inicios
Chan fue descubierto por la dirección de Tai Po cuando jugaba fútbol amateur. En ese momento, estaba trabajando en una tienda operada por su familia. Fue responsable de la entrega de existencias y, finalmente, desarrolló un físico fuerte. Jugó para el Tai Po en la Tercera División de Hong Kong. Fue descubierto por los Rangers y se unió a ellos. Sin embargo, casi de inmediato fue prestado y luego vendido a Kitchee y, por lo tanto, nunca jugó para los Rangers.
En Kitchee, Chan se convirtió en un delantero fuerte y ágil, ya que el club empleó un sistema 4-3-3. Como siguió impresionando, fue llamado al equipo de Hong Kong en 2005. Sin embargo, más tarde estuvo involucrado en varios incidentes disciplinarios en Kitchee y fue suspendido de sus funciones por la dirección del club. Al final de la temporada 2007-08, se unió a sus archirrivales del sur de China por HKD $ 800.000, rompiendo el antiguo récord de tarifas de transferencia de $ 500.000, pagado por el sur de China por Chan Wai Ho.

### South China
En South China, Chan heredó el no. 7 camiseta desocupada por Au Wai Lun. En la temporada 2008-2009, jugó principalmente en la banda derecha porque la posición de delantero central a menudo estaba ocupada por Detinho o Cacá. En la temporada 2009-10, con el fichaje del lateral derecho Lee Wai Lim, Chan compitió con el nuevo fichaje Leandro Carrijo por su posición de delantero centro preferido después del regreso de Cacá a Brasil. El 1 de agosto de 2009, en la Panasonic Invitation Cup, Chan anotó el primer gol en la victoria por 2-0 del South China sobre el Tottenham Hotspur con una media volea desde 30 yardas.
Posteriormente, después de que los dos clubes forjaron una sociedad, se unió a los Spurs para una prueba de diez días en algún momento durante diciembre de 2009.
Su juicio terminó prematuramente cuando fue llamado por Hong Kong Sub-23 y avanzó hacia la final de los Juegos de Asia Oriental de 2009. Ocupó el puesto 63 en el ranking mundial de máximo goleador del año de la IFFHS por la Federación Internacional de Historia y Estadísticas del Fútbol junto a Eduardo Da Silva, Mario Gómez y Fernando Torres.
En la Copa AFC 2009, Chan recibió una tarjeta roja al final del partido de ida de cuartos de final contra Neftchi Farg'ona y fue suspendido por dos juegos. Regresó en el partido de vuelta de la semifinal a un estadio de Hong Kong repleto, pero no pudo ayudar al South China a remontar una desventaja de 1-2 ante el Kuwait SC. El club finalmente perdió 1-3 y salió del torneo.
El 15 de diciembre de 2009, Chan anotó un triplete para el South China contra Shatin. El 24 de enero de 2010, Chan anotó 4 goles contra Happy Valley y el South China ganó 6-2. Era la primera vez que marcaba 4 goles en un partido de liga local. El 30 de enero, Chan anotó un gol para ayudar al South China a revertir un marcador de 0-2 para ganar el Título de Desafío Senior de Hong Kong 2009-10, 4-2. Chan fue el máximo goleador del torneo con 4 goles y también fue nombrado Mejor Jugador. El 5 de mayo le diagnosticaron un osteofito. Pero aún jugó en la segunda mitad del partido contra Al Riffa en la Copa AFC 2010. El South China al final perdió el juego 1-3.
En la temporada 2010-11, Chan anotó contra Sun Hei, pero luego se vio involucrado en una colisión con su compañero de equipo Kwok Kin Pong, que resultó en una lesión en el ligamento de la rodilla izquierda que lo dejó fuera durante un mes. Regresó de lesiones en noviembre para marcar dos goles para el South China contra Kitchee, pero no pudo evitar que Kitchee ganara 4-3. El 2 de febrero de 2011, marcó dos goles contra el Sun Hei SC para ayudar al South China a ganar 3-2 y volver a la cima de la clasificación.
En la Copa AFC 2011, Chan anotó el gol del empate de un centro de Mateja Kezman para el South China en casa contra Persipura Jayapura. En el partido fuera de casa ante East Bengal, fue expulsado después de dos infracciones amonestables. En mayo, después de que su compañero de equipo Kwok Kin Pong anotara con un cabezazo en picada en un partido de la Copa FA de Hong Kong entre el South China y Sun Hei SC, Chan se apresuró a celebrar con Kwok, pero su deslizamiento no se detuvo a tiempo y atrapó a Kwok en la cara . El video fue publicado en Internet y recogido por Dirty Tackle de Yahoo !.
El 20 de noviembre de 2011, Chan estuvo involucrado en una pelea en un partido contra Pegasus. En la confusión, se lo vio en televisión abofeteando a Karl Dodd. Dodd tomó represalias y golpeó a Chan en la cara, lo que hizo que rodara por el suelo. Dodd fue expulsado, pero Chan solo recibió una tarjeta amarilla. Desde entonces, Chan se ha disculpado en su cuenta de Facebook. Chan solo recibió una carta de advertencia y escapó del castigo del comité disciplinario de HKFA por su altercado con Dodd, y Chan se sorprendió por el veredicto. Marcó su primer gol de la temporada con el sur de China el 24 de noviembre cuando cabeceó un centro de Kwok Kin Pong para ayudar al South China a avanzar a la semifinal del Hong Kong Senior Challenge Shield 2011-12 al vencer a Sham Shui Po por 2–1 (agregado 3–2). En medio de su segundo escándalo de fumar en 4 meses, el presidente del South China, Steven Lo, anunció en su blog oficial el 23 de mayo de 2012 que el club había rescindido el contrato de Chan.

### Guandong Sunray Cave
El 10 de julio de 2012, Chan anunció que se había unido al Guangdong Sunray Cave de la China League One por un contrato de 12 meses. El 11 de agosto de 2012, marcó su primer gol en China League One en el partido entre Guangdong Sunray Cave y Chengdu Blades, donde Guangdong Sunray Cave perdió ante Chengdu Blades 1-2

### Regreso a South China
El 31 de diciembre de 2013, el jefe del sur de China, Steven Lo, anunció que Chan se reincorporaría al South China y recibiría la camiseta con el número 7. Con Chan en la alineación, el South China ganó su primera medalla de plata en tres años, obteniendolo en el Escudo del Desafío Senior de Hong Kong 2013-14.
En la primera Copa de la Comunidad de Hong Kong 2014, Chan anotó un gol y ayudó a otro cuando el South China triunfó, 2-0.
El 26 de noviembre de 2014, Chan anotó el gol decisivo en la victoria por 2-1 del club sobre el East SC. El presidente Wallace Cheung determinó esa noche premiar a Chan con un "escudo de oro valiente" y premiar a todos los futuros jugadores con uno si seguían la ética de trabajo y la dedicación de Chan. Chan comentó después de recibir el premio, "El club recientemente experimentó mucha adversidad últimamente, ¡pero espero que los fanáticos continúen enfocándose en nuestros resultados y presionándonos!"
El 18 de marzo de 2015, Chan anotó un gol contra Pahang en el camino para ayudar a South China a encabezar su grupo de la Copa AFC 2015 y asegurar la clasificación a los octavos de final. Más adelante en el mes, fue nombrado Jugador del Mes de marzo de HKPL. Al final de la temporada, Chan fue recompensado con un nuevo contrato.
Para 2015-16, Chan fue cambiado al mediocampo central y se le pidió que lanzara más tiros libres, saques de esquina y saques de banda. El 23 de octubre de 2015, el South China derrotó a Metro Gallery, 3-1, en su encuentro de la fase de grupos de la Copa de la Liga gracias al primer gol de Chan en la temporada nacional. El 27 de diciembre de 2015, Chan falló un penalti en la tanda de semifinales de Senior Shield contra Eastern, lo que permitió a este último equipo avanzar a la final.
El 24 de octubre de 2016, el South China fue derrotado por los Rangers, 4-2, lo que llevó a Chan a desahogarse: "¡El general presta tropas, los soldados luchan contra los suyos! ¡Ridículo! ¡Ridículo!" en su página de Facebook. Esto reflejaba que Lai Yiu Cheong, quien había sido cedido al Rangers por Rambo, anotó dos goles en el partido contra el sur de China. Las críticas fueron recibidas con una acción por parte de la junta al día siguiente cuando el gerente Ricardo Rambo fue despedido. El 2 de noviembre de 2016, Chan anotó su primer gol con el nuevo entrenador Dejan Antonic en la victoria por 2-0 sobre R&F.

### Pegasus
Frustrado por la falta de tiempo de juego con Antonic, Chan presentó una solicitud de transferencia a principios de enero de 2017. Su solicitud fue concedida y el 27 de enero, Chan fue vendido por $ 200,000 HK a Pegasus con el jugador cantando un contrato de dos años y medio. con el club.
El 8 de abril de 2018, Chan anotó un gol crucial con un tiro libre para llevar a Pegasus a una victoria por 2-1 sobre Eastern en los cuartos de final de la Copa FA de Hong Kong 2017-18.
El 6 de junio de 2020, Chan anunció que se retiraría del fútbol profesional y haría la transición a una carrera en la gestión de bares de karaoke.
Chan contribuyó con 4 goles en 17 partidos en su última temporada como profesional, incluidos 3 goles en Sapling Cup y 1 gol en el HKPL

## Carrera Internacional

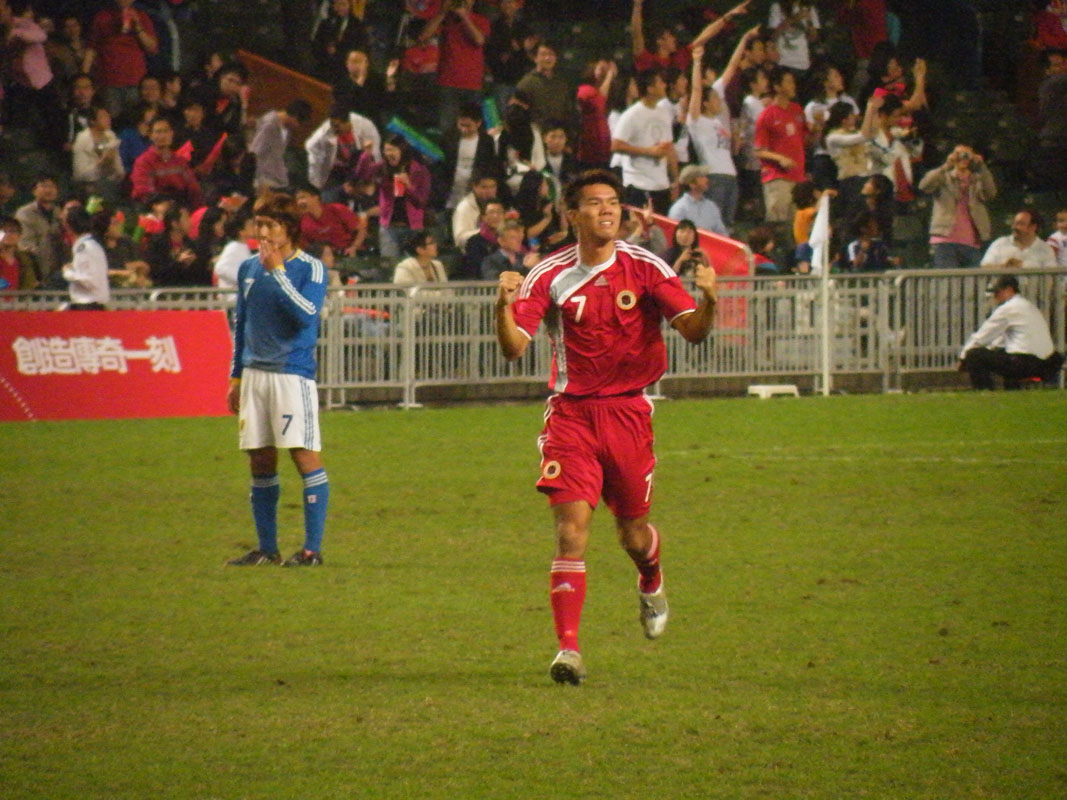
Chan en la final de los Juegos del Este Asiático de 2009

Chan ha representado a Hong Kong tanto a nivel internacional senior como sub-23. Ha marcado 13 goles en 16 partidos con la selección sub-23. A nivel internacional, ha sido internacional 52 veces con Hong Kong y ha marcado 34 goles.

Chan anotó un penalti en la tanda de penaltis en el partido por la medalla de oro de los Juegos de Asia Oriental 2009
Chan fue llamado urgentemente por el equipo sub-23 de Hong Kong procedente del Tottenham Hotspur para la final de los Juegos de Asia Oriental 2009 el 12 de diciembre de 2009. Llegó justo antes del partido y fue llamado a jugar en el descanso. Dos minutos después del descanso, empató para Hong Kong. También anotó un penalti en la tanda de penaltis, ayudando a Hong Kong a conseguir su primer título de torneo internacional de fútbol. Al ganar la medalla de oro, exclamó a los medios de comunicación reunidos: "¡Nosotros también somos deportistas con medallas de oro!" (我 哋 都 係 金牌 運動員！). Desde entonces, la línea se ha asociado con él. Debido a una lesión en el ligamento de su rodilla izquierda, Chan fue reemplazado por el capitán de Kitchee, Lo Kwan Yee, para los Juegos Asiáticos de 2010.
En la segunda ronda de la competición preliminar del Campeonato de Fútbol de Asia Oriental 2010 celebrada en Kaohsiung en agosto de 2009, falló un penalti contra Corea del Norte pero anotó 4 goles contra Guam. En un partido de clasificación para la Copa Mundial de la FIFA 2010, anotó un hat trick en un partido contra Timor Oriental, que Hong Kong ganó 8-1. El 3 de junio de 2011, Chan anotó un gol contra Malasia en un amistoso, sumó su cuenta de goles a 27 y lo ayudó a superar a Au Wai Lun para convertirse en el máximo goleador de todos los tiempos de Hong Kong. El 4 de octubre, marcó el primer gol en la victoria de Hong Kong por 6-0 sobre China Taipéi en la Long Teng Cup 2011. Hong Kong defendió así con éxito el trofeo. también ganó el premio al Jugador Más Valioso. El 29 de febrero de 2012, en el primer partido de Hong Kong con el nuevo entrenador Ernie Merrick, Chan anotó un hat-trick contra Chinese Taipei y Hong Kong ganó el partido por 5-1.

## Clubes

### Estadísticas
| Año       | Club                             | País      | Juegos(Goles) |
| --------- | -------------------------------- | --------- | ------------- |
| 2002-2003 | Tai Po FC                        | Hong Kong | 14(12)        |
| 2003-2004 | Hong Kong Rangers FC             | Hong Kong | 0(0)          |
| 2004-2008 | Kitchee SC                       | Hong Kong | 107(37)       |
| 2008-2012 | South China AA                   | Hong Kong | 58(31)        |
| 2012-2013 | Guangdong Sunray Cave            | China     | 41(10)        |
| 2013-2016 | South China AA                   | Hong Kong | 43 (7)        |
| 2016-2020 | Hong Kong Pegasus FC             | Hong Kong | 49(6)         |
| 2020-Act. | Eastern District SC              | Hong Kong | 9(1)          |
| 2007-2019 | Selección de fútbol de Hong Kong | Hong Kong | 54(34)        |